# Колумбус (Джорджия)
Колу́мбус (англ. Columbus) — город в западной части штата Джорджия, США. Окружной центр округа Маскоги. Население города на 2012 год составляет 198 413 жителей. Колумбус является вторым по населённости городом в штате после Атланты и находится в 160 км к юго-западу от столицы штата.

## История
Город был основан в 1828 году и назван в честь Христофора Колумба (англ. Christopher Columbus). К 1860 году Колумбус был одним из основных индустриальных центров Юга. В 1865 году в районе города прошла битва за Колумбус, одна из завершающих битв гражданской войны США.

## География
В Колумбусе есть различные ландшафты: от холмистой местности на севере до плоской равнины на юге.
Площадь города составляет 572,6 км кв.